# Portunus temploma (Róma)
Portunus temploma (olaszul Tempio di Portuno) Rómában, az egykori Forum Boariumon, a mai Piazza della Bocca della Verità-n található. 
A görög-római pódiumtemplom-építészet szép példája, a négyszögletű alaprajzú épület pronaoszát 4+1+1 tagú ión oszlopcsarnok vezeti be, s az épület falait további tizenkét ión oszlopból álló oszlopsor veszi körbe.
A sokáig tévesen Fortuna Virile templomaként azonosított épületet a folyó- és kikötőisten Portunus tiszteletére emelték a Kr. e. 6. században, de mai formáját a Kr. e. 2. században nyerte el. 872-től 1916-ig keresztény templomként működött, előbb Santa Maria del Secundicerio, majd a prostituáltak védőszentje után Santa Maria Egiziaca néven. A századok során az épület külseje az eredeti formájában fennmaradt, bent keresztény freskómaradványok láthatók.

## Lásd még
- Római vallások